# Calanques de Piana
Calanques de Piana (kors. E Calanche di Piana, calanca) – calanque w pobliżu miejscowości Piana na zachodnim wybrzeżu Korsyki. Obiekt został wpisany na listę światowego dziedzictwa UNESCO w 1983 podczas siódmej sesji UNESCO.